# Јамичарке
Јамичарке (лат. Crotalinae) представљају потпородицу змија из породице отровница (лат. Viperidae). Међу 60 врста јамичарки налазе се нeке од најотровнијих змија на свету. Од правих љутица се јамичарке разликују по томе што имају два сензорна удубљења, по једно са сваке стране главе између очију и носница. Танка опна уз основу сваке јаме је снабдевена терморецепторима, који омогућују змији да открије присуство топлокрвног плена. Јамичарке су ноћне животиње. Већина се храни ситним сисарима, а неке врсте и птицама, водоземцима, гуштерима, па чак и инсектима. Највећи број врста рађа живе младе. Јамичарке живе у Азији и обе Америке. Међу азијским врстама налази се и хималајска јамичарка, становник високоплаинских подручја. Представници америчких јамичарки су копљоглавка и господар жбуња.

## Отров
Све јамичарке су једнако отровне. Отров је много смртоносан у јамичаркином зубу, који је много опасан по човека.

## Ујед
Ујед јамичарке је смртоносан. Њен отров се користи у фармакологији. Унца њиховог отрова је много јака и смртоносна по човека.